# KTR
KTR – belgijski zespół wyścigowy, założony w 1982 przez Kurta Mollekensa. Obecnie ekipa startuje jedynie w Europejskim Pucharze Formuły Renault 2.0 (od 2011 roku), jednak w  przeszłości zespół pojawiał się także na starcie w Formule Vee, Francuskiej Formule 3, Brytyjskiej Formule 3, Formule 3000, World Series by Nissan, Formule Renault 3.5 oraz w Północnoeuropejskim Pucharze Formuły Renault 2.0. Siedziba znajduje się w pobliżu Brukseli w miejscowości Putte.

## Starty

### Formuła Renault 3.5
| Rok  | Bolid               | Kierowcy           | Wyścigi | Wygrane | PP | NO | Pkt | M.K. | M.Z. |
| ---- | ------------------- | ------------------ | ------- | ------- | -- | -- | --- | ---- | ---- |
| 2005 | Dallara T02-Renault | Jaap van Lagen     | 16      | 0       | 0  | 0  | 49  | 9    | 3    |
| 2005 | Dallara T02-Renault | Tristan Gommendy   | 17      | 1       | 1  | 3  | 96  | 4    | 3    |
| 2006 | Dallara T02-Renault | Robbie Kerr        | 17      | 0       | 0  | 1  | 20  | 17   | 7    |
| 2006 | Dallara T02-Renault | Sean McIntosh      | 17      | 0       | 1  | 0  | 63  | 6    | 7    |
| 2007 | Dallara T02-Renault | Guillaume Moreau   | 17      | 1       | 2  | 0  | 43  | 14   | 8    |
| 2007 | Dallara T02-Renault | Bertrand Baguette  | 17      | 0       | 0  | 0  | 34  | 17   | 8    |
| 2008 | Dallara-Renault     | Daniił Mowe        | 9       | 0       | 0  | 0  | 6   | 22   | 12   |
| 2008 | Dallara-Renault     | Siso Cunill        | 8       | 0       | 0  | 0  | 1   | 30   | 12   |
| 2008 | Dallara-Renault     | Guillaume Moreau   | 9       | 0       | 0  | 0  | 20  | 16   | 12   |
| 2008 | Dallara-Renault     | Siergiej Afanasjew | 6       | 0       | 0  | 0  | 0   | 34   | 12   |

### Europejski Puchar Formuły Renault 2.0
| Rok  | Bolid          | Kierowcy            | Wyścigi | Wygrane | PP | NO | Pkt   | M.K. | M.Z. |
| ---- | -------------- | ------------------- | ------- | ------- | -- | -- | ----- | ---- | ---- |
| 2011 | Tatuus-Renault | Stoffel Vandoorne   | 14      | 0       | 0  | 0  | 93    | 5    | 5    |
| 2011 | Tatuus-Renault | Liroy Stuart        | 4       | 0       | 0  | 0  | 4     | 21   | 5    |
| 2011 | Tatuus-Renault | Jack Hawksworth     | 0       | 0       | 0  | 0  | 0     | NS   | 5    |
| 2011 | Tatuus-Renault | Meindert van Buuren | 8       | 0       | 0  | 0  | 0     | 39   | 5    |
| 2012 | Tatuus-Renault | Miki Weckström      | 8       | 0       | 0  | 0  | 18    | 20   | 10   |
| 2012 | Tatuus-Renault | Victor Colomé       | 2       | 0       | 0  | 0  | 0     | NS†  | 10   |
| 2012 | Tatuus-Renault | Yū Kanamaru         | 14      | 0       | 0  | 0  | 0     | 39   | 10   |
| 2012 | Tatuus-Renault | Ignazio D’Agosto    | 14      | 0       | 0  | 0  | 4     | 26   | 10   |
| 2013 | Tatuus-Renault | Yū Kanamaru         | 14      | 0       | 0  | 0  | 0     | 31   | 8    |
| 2013 | Tatuus-Renault | Alexander Albon     | 14      | 0       | 1  | 1  | 22    | 16   | 8    |
| 2013 | Tatuus-Renault | Ignazio D’Agosto    | 14      | 1       | 0  | 0  | 74    | 8    | 8    |
| 2014 | Tatuus-Renault | Alexander Albon     | 14      | 0       | 1  | 0  | 117   | 3    | 7    |
| 2014 | Tatuus-Renault | Gregor Ramsay       | 14      | 0       | 0  | 0  | 0     | 24   | 7    |
| 2014 | Tatuus-Renault | Jules Gounon        | 2(4)    | 0       | 0  | 0  | 0     | 30   | 7    |
| 2014 | Tatuus-Renault | Callan O’Keeffe     | 4(14)   | 0       | 0  | 0  | 3(28) | 16   | 7    |